# 高横須賀町
高横須賀町（たかよこすかまち）は、愛知県東海市の地名。

## 地理
東海市南西部に位置する。

## 歴史

### 町名の由来
横須賀村から分村した際、地形として高い位置にあったことによる。横須賀村にはかつて尾張藩の屋敷があったため、「上」の字を避け、高の字を選んだという。

### 人口の変遷
国勢調査による人口および世帯数の推移。
| 1995年（平成7年）  | 2247世帯 6272人 |  |
| 2000年（平成12年） | 2634世帯 6975人 |  |
| 2005年（平成17年） | 2799世帯 7165人 |  |
| 2010年（平成22年） | 3273世帯 7778人 |  |
| 2015年（平成27年） | 3442世帯 7815人 |  |
| 2020年（令和2年）  | 3681世帯 7876人 |  |

### 沿革
- 1882年（明治15年） - 知多郡横須賀村本郷が分村し、同郡高横須賀村として独立[3]。
- 1889年（明治22年） - 市制町村制下の高横須賀村が成立[2]。
- 1906年（明治39年） - 横須賀町大字高横須賀となる[2]。
- 1969年（昭和44年） - 東海市高横須賀町となる[2]。
- 1983年（昭和58年） - 一部が中ノ池となる[2]。

## 交通
- 名鉄常滑線
- 名鉄河和線高横須賀駅
- 愛知県道57号
- 国道155号
- 国道247号

## 施設
- 東海市民体育館
- 東海市立横須賀小学校
- JAあいち知多東海支店
- 岩屋口史跡公園
- 東海市立横須賀中学校
- 愛知県立横須賀高等学校
- 日本製鉄高横須賀社宅
- 平安会館大田チタソーホール
- ザ・カトーホテル
- カトリック神言修道会東海教会
- 東海南郵便局
- 東邦ガス東海営業所
- イチビキ第二工場
- 東海労働金庫東海支店
- 川島公園
- 諏訪神社
- 高横須賀公民館
- 今川塚
- 西ノ丁公園
- 半田信用金庫横須賀支店
- 社宮司公園
- 東海市消防本部
- トコナメボクシングジム

### WEB
1. ↑  “愛知県東海市の町丁・字一覧”.   人口統計ラボ. 2024年2月12日閲覧。
2. 1 2  総務省統計局 (2022年2月10日). “令和2年国勢調査の調査結果(e-Stat) - 男女別人口，外国人人口及び世帯数－町丁・字等” (CSV). 2023年8月2日閲覧。
3. ↑  “愛知県東海市の郵便番号一覧”.   日本郵便. 2024年2月11日閲覧。
4. ↑  “ナンバープレートについて”.   一般社団法人愛知県自動車会議所. 2024年1月21日閲覧。
5. ↑  総務省統計局 (2014年3月28日). “平成7年国勢調査の調査結果(e-Stat) - 男女別人口及び世帯数 －町丁・字等” (CSV). 2021年7月20日閲覧。
6. ↑  総務省統計局 (2014年5月30日). “平成12年国勢調査の調査結果(e-Stat) - 男女別人口及び世帯数 －町丁・字等” (CSV). 2021年7月20日閲覧。
7. ↑  総務省統計局 (2014年6月27日). “平成17年国勢調査の調査結果(e-Stat) - 男女別人口及び世帯数 －町丁・字等” (CSV). 2021年7月21日閲覧。
8. ↑  総務省統計局 (2012年1月20日). “平成22年国勢調査の調査結果(e-Stat) - 男女別人口及び世帯数 －町丁・字等” (CSV). 2021年7月21日閲覧。
9. ↑  総務省統計局 (2017年1月27日). “平成27年国勢調査の調査結果(e-Stat) - 男女別人口及び世帯数 －町丁・字等” (CSV). 2021年7月21日閲覧。

### 書籍
1. ↑  「角川日本地名大辞典」編纂委員会 1989, p. 1733.
2. 1 2 3 4 5 6  「角川日本地名大辞典」編纂委員会 1989, p. 788.
3. ↑  「角川日本地名大辞典」編纂委員会 1989, p. 787.